# FIFA 100
Attention, cette liste est fixe.
Merci de ne pas rajouter le nom de joueurs de football célèbres.
La FIFA 100 est une liste de footballeurs célèbres ayant marqué leur génération, publiée en 2004 pour les 100 ans de la FIFA. Elle est signée par Pelé, considéré comme le meilleur joueur de football du XXe siècle.

## Description
Le 4 mars 2004 à Londres, Pelé choisit 125 footballeurs vivants qu'il considère comme étant les joueurs les plus exceptionnels et les plus talentueux de leur génération. Étant donné que la liste date de 2004, des footballeurs devenus célèbres, exceptionnels et talentueux postérieurement à cette date n'y figurent pas. Ceux morts antérieurement à 2004 n'y figurent pas non plus, même si ceux-ci ont marqué leur génération et ont eu le talent et la célébrité requise pour y être inscrits.
Le chiffre 100 fait référence au 100e anniversaire de la FIFA et non pas au nombre de joueurs, qui est de 125. Pelé avait été invité à sélectionner 50 joueurs actifs et 50 joueurs retraités, pour un total de 100 joueurs, mais il lui était beaucoup trop difficile de limiter le nombre de joueurs retraités à 50. La liste contient 123 hommes et 2 femmes (les Américaines Michelle Akers et Mia Hamm), tous jouant au niveau professionnel. Au moment de la création de la FIFA 100, 50 joueurs étaient encore en activité et les 75 restants étaient à la retraite.

## Joueurs et joueuses
| Sélection            | Nombre     | Joueur                | Position                      | Statut (en 2004) | °    | †    |
| -------------------- | ---------- | --------------------- | ----------------------------- | ---------------- | ---- | ---- |
| Allemagne            | 10 joueurs | Michael Ballack       | Milieu de terrain             | Actif            | 1976 |      |
| Allemagne            | 10 joueurs | Franz Beckenbauer     | Défenseur                     | Retraité         | 1945 | 2024 |
| Allemagne            | 10 joueurs | Paul Breitner         | Milieu de terrain             | Retraité         | 1951 |      |
| Allemagne            | 10 joueurs | Oliver Kahn           | Gardien de but                | Actif            | 1969 |      |
| Allemagne            | 10 joueurs | Jürgen Klinsmann      | Attaquant                     | Retraité         | 1964 |      |
| Allemagne            | 10 joueurs | Sepp Maier            | Gardien de but                | Retraité         | 1944 |      |
| Allemagne            | 10 joueurs | Lothar Matthäus       | Milieu de terrain             | Retraité         | 1961 |      |
| Allemagne            | 10 joueurs | Gerd Müller           | Attaquant                     | Retraité         | 1945 | 2021 |
| Allemagne            | 10 joueurs | Karl-Heinz Rummenigge | Attaquant                     | Retraité         | 1955 |      |
| Allemagne            | 10 joueurs | Uwe Seeler            | Attaquant                     | Retraité         | 1936 | 2022 |
| Angleterre           | 7 joueurs  | Gordon Banks          | Gardien de but                | Retraité         | 1937 | 2019 |
| Angleterre           | 7 joueurs  | David Beckham         | Milieu de terrain             | Actif            | 1975 |      |
| Angleterre           | 7 joueurs  | Bobby Charlton        | Milieu de terrain             | Retraité         | 1937 | 2023 |
| Angleterre           | 7 joueurs  | Kevin Keegan          | Attaquant                     | Retraité         | 1951 |      |
| Angleterre           | 7 joueurs  | Gary Lineker          | Attaquant                     | Retraité         | 1960 |      |
| Angleterre           | 7 joueurs  | Michael Owen          | Attaquant                     | Actif            | 1979 |      |
| Angleterre           | 7 joueurs  | Alan Shearer          | Attaquant                     | Actif            | 1970 |      |
| Argentine            | 10 joueurs | Gabriel Batistuta     | Attaquant                     | Actif            | 1969 |      |
| Argentine            | 10 joueurs | Hernán Crespo         | Attaquant                     | Actif            | 1975 |      |
| Argentine            | 10 joueurs | Mario Kempes          | Attaquant                     | Retraité         | 1954 |      |
| Argentine            | 10 joueurs | Diego Maradona        | Milieu de terrain             | Retraité         | 1960 | 2020 |
| Argentine            | 10 joueurs | Daniel Passarella     | Défenseur                     | Retraité         | 1953 |      |
| Argentine            | 10 joueurs | Javier Saviola        | Attaquant                     | Actif            | 1981 |      |
| Argentine            | 10 joueurs | Omar Sívori           | Attaquant                     | Retraité         | 1935 | 2005 |
| Argentine            | 10 joueurs | Alfredo Di Stéfano    | Attaquant                     | Retraité         | 1926 | 2014 |
| Argentine            | 10 joueurs | Juan Sebastián Verón  | Milieu de terrain             | Actif            | 1975 |      |
| Argentine            | 10 joueurs | Javier Zanetti        | Défenseur / milieu de terrain | Actif            | 1973 |      |
| Belgique             | 3 joueurs  | Jan Ceulemans         | Milieu de terrain             | Retraité         | 1957 |      |
| Belgique             | 3 joueurs  | Jean-Marie Pfaff      | Gardien de but                | Retraité         | 1953 |      |
| Belgique             | 3 joueurs  | Franky Van der Elst   | Milieu de terrain             | Retraité         | 1961 |      |
| Brésil               | 15 joueurs | Carlos Alberto        | Défenseur                     | Retraité         | 1944 | 2016 |
| Brésil               | 15 joueurs | Cafu                  | Défenseur                     | Actif            | 1970 |      |
| Brésil               | 15 joueurs | Roberto Carlos        | Défenseur                     | Actif            | 1973 |      |
| Brésil               | 15 joueurs | Falcão                | Milieu de terrain             | Retraité         | 1953 |      |
| Brésil               | 15 joueurs | Júnior                | Milieu de terrain             | Retraité         | 1954 |      |
| Brésil               | 15 joueurs | Pelé                  | Attaquant                     | Retraité         | 1940 | 2022 |
| Brésil               | 15 joueurs | Rivaldo               | Milieu de terrain             | Actif            | 1972 |      |
| Brésil               | 15 joueurs | Rivelino              | Milieu de terrain             | Retraité         | 1946 |      |
| Brésil               | 15 joueurs | Romário               | Attaquant                     | Actif            | 1966 |      |
| Brésil               | 15 joueurs | Ronaldinho            | Milieu de terrain / attaquant | Actif            | 1980 |      |
| Brésil               | 15 joueurs | Ronaldo               | Attaquant                     | Actif            | 1976 |      |
| Brésil               | 15 joueurs | Djalma Santos         | Défenseur                     | Retraité         | 1929 | 2013 |
| Brésil               | 15 joueurs | Nílton Santos         | Défenseur                     | Retraité         | 1925 | 2013 |
| Brésil               | 15 joueurs | Sócrates              | Milieu de terrain             | Retraité         | 1954 | 2011 |
| Brésil               | 15 joueurs | Zico                  | Milieu de terrain / attaquant | Retraité         | 1953 |      |
| Bulgarie             | 1 joueur   | Hristo Stoitchkov     | Attaquant                     | Retraité         | 1966 |      |
| Cameroun             | 1 joueur   | Roger Milla           | Attaquant                     | Retraité         | 1952 |      |
| Chili                | 2 joueurs  | Elías Figueroa        | Défenseur                     | Retraité         | 1946 |      |
| Chili                | 2 joueurs  | Iván Zamorano         | Attaquant                     | Retraité         | 1967 |      |
| Colombie             | 1 joueur   | Carlos Valderrama     | Milieu de terrain             | Retraité         | 1961 |      |
| Corée du Sud         | 1 joueur   | Hong Myung-bo         | Défenseur                     | Actif            | 1969 |      |
| Croatie              | 1 joueur   | Davor Šuker           | Attaquant                     | Retraité         | 1968 |      |
| Danemark             | 3 joueurs  | Brian Laudrup         | Attaquant                     | Retraité         | 1969 |      |
| Danemark             | 3 joueurs  | Michael Laudrup       | Milieu de terrain             | Retraité         | 1964 |      |
| Danemark             | 3 joueurs  | Peter Schmeichel      | Gardien de but                | Retraité         | 1963 |      |
| Écosse               | 1 joueur   | Kenny Dalglish        | Attaquant                     | Retraité         | 1951 |      |
| Espagne              | 3 joueurs  | Emilio Butragueño     | Attaquant                     | Retraité         | 1963 |      |
| Espagne              | 3 joueurs  | Luis Enrique          | Milieu de terrain             | Actif            | 1970 |      |
| Espagne              | 3 joueurs  | Raúl                  | Attaquant                     | Actif            | 1977 |      |
| États-Unis           | 2 joueuses | Michelle Akers        | Milieu de terrain             | Retraitée        | 1966 |      |
| États-Unis           | 2 joueuses | Mia Hamm              | Attaquante                    | Active           | 1972 |      |
| France               | 14 joueurs | Éric Cantona          | Attaquant                     | Retraité         | 1966 |      |
| France               | 14 joueurs | Marcel Desailly       | Défenseur                     | Actif            | 1968 |      |
| France               | 14 joueurs | Didier Deschamps      | Milieu de terrain             | Retraité         | 1968 |      |
| France               | 14 joueurs | Just Fontaine         | Attaquant                     | Retraité         | 1933 | 2023 |
| France               | 14 joueurs | Thierry Henry         | Attaquant                     | Actif            | 1977 |      |
| France               | 14 joueurs | Raymond Kopa          | Milieu de terrain             | Retraité         | 1931 | 2017 |
| France               | 14 joueurs | Jean-Pierre Papin     | Attaquant                     | Retraité         | 1963 |      |
| France               | 14 joueurs | Robert Pirès          | Milieu de terrain             | Actif            | 1973 |      |
| France               | 14 joueurs | Michel Platini        | Milieu de terrain             | Retraité         | 1955 |      |
| France               | 14 joueurs | Lilian Thuram         | Défenseur                     | Actif            | 1972 |      |
| France               | 14 joueurs | Marius Trésor         | Défenseur                     | Retraité         | 1950 |      |
| France               | 14 joueurs | David Trezeguet       | Attaquant                     | Actif            | 1977 |      |
| France               | 14 joueurs | Patrick Vieira        | Milieu de terrain             | Actif            | 1976 |      |
| France               | 14 joueurs | Zinédine Zidane       | Milieu de terrain             | Actif            | 1972 |      |
| Ghana                | 1 joueur   | Abedi Pelé            | Attaquant                     | Retraité         | 1964 |      |
| Hongrie              | 1 joueur   | Ferenc Puskás         | Attaquant                     | Retraité         | 1927 | 2006 |
| République d'Irlande | 1 joueur   | Roy Keane             | Milieu de terrain             | Actif            | 1971 |      |
| Irlande du Nord      | 1 joueur   | George Best           | Milieu de terrain             | Retraité         | 1946 | 2005 |
| Italie               | 14 joueurs | Roberto Baggio        | Attaquant / milieu de terrain | Actif            | 1967 |      |
| Italie               | 14 joueurs | Franco Baresi         | Défenseur                     | Retraité         | 1960 |      |
| Italie               | 14 joueurs | Giuseppe Bergomi      | Défenseur                     | Retraité         | 1963 |      |
| Italie               | 14 joueurs | Giampiero Boniperti   | Attaquant                     | Retraité         | 1928 | 2021 |
| Italie               | 14 joueurs | Gianluigi Buffon      | Gardien de but                | Actif            | 1978 |      |
| Italie               | 14 joueurs | Alessandro Del Piero  | Attaquant                     | Actif            | 1974 |      |
| Italie               | 14 joueurs | Giacinto Facchetti    | Défenseur                     | Retraité         | 1942 | 2006 |
| Italie               | 14 joueurs | Paolo Maldini         | Défenseur                     | Actif            | 1968 |      |
| Italie               | 14 joueurs | Alessandro Nesta      | Défenseur                     | Actif            | 1976 |      |
| Italie               | 14 joueurs | Gianni Rivera         | Milieu de terrain             | Retraité         | 1943 |      |
| Italie               | 14 joueurs | Paolo Rossi           | Attaquant                     | Retraité         | 1956 | 2020 |
| Italie               | 14 joueurs | Francesco Totti       | Attaquant / milieu de terrain | Actif            | 1976 |      |
| Italie               | 14 joueurs | Christian Vieri       | Attaquant                     | Actif            | 1973 |      |
| Italie               | 14 joueurs | Dino Zoff             | Gardien de but                | Retraité         | 1942 |      |
| Japon                | 1 joueur   | Hidetoshi Nakata      | Milieu de terrain             | Actif            | 1977 |      |
| Liberia              | 1 joueur   | George Weah           | Attaquant                     | Retraité         | 1966 |      |
| Mexique              | 1 joueur   | Hugo Sánchez          | Attaquant                     | Retraité         | 1958 |      |
| Nigeria              | 1 joueur   | Jay-Jay Okocha        | Milieu de terrain             | Actif            | 1973 |      |
| Paraguay             | 1 joueur   | Julio César Romero    | Attaquant                     | Retraité         | 1960 |      |
| Pays-Bas             | 13 joueurs | Marco van Basten      | Attaquant                     | Retraité         | 1964 |      |
| Pays-Bas             | 13 joueurs | Dennis Bergkamp       | Attaquant                     | Actif            | 1969 |      |
| Pays-Bas             | 13 joueurs | Johan Cruyff          | Attaquant                     | Retraité         | 1947 | 2016 |
| Pays-Bas             | 13 joueurs | Edgar Davids          | Milieu de terrain             | Actif            | 1973 |      |
| Pays-Bas             | 13 joueurs | Ruud Gullit           | Milieu de terrain             | Retraité         | 1962 |      |
| Pays-Bas             | 13 joueurs | René van de Kerkhof   | Milieu de terrain             | Retraité         | 1951 |      |
| Pays-Bas             | 13 joueurs | Willy van de Kerkhof  | Milieu de terrain             | Retraité         | 1951 |      |
| Pays-Bas             | 13 joueurs | Patrick Kluivert      | Attaquant                     | Actif            | 1976 |      |
| Pays-Bas             | 13 joueurs | Johan Neeskens        | Milieu de terrain             | Retraité         | 1951 |      |
| Pays-Bas             | 13 joueurs | Ruud van Nistelrooy   | Attaquant                     | Actif            | 1976 |      |
| Pays-Bas             | 13 joueurs | Rob Rensenbrink       | Attaquant                     | Retraité         | 1947 | 2020 |
| Pays-Bas             | 13 joueurs | Frank Rijkaard        | Milieu de terrain / défenseur | Retraité         | 1962 |      |
| Pays-Bas             | 13 joueurs | Clarence Seedorf      | Milieu de terrain             | Actif            | 1976 |      |
| Pérou                | 1 joueur   | Teófilo Cubillas      | Attaquant                     | Retraité         | 1949 |      |
| Pologne              | 1 joueur   | Zbigniew Boniek       | Milieu de terrain             | Retraité         | 1956 |      |
| Portugal             | 3 joueurs  | Rui Costa             | Milieu de terrain             | Actif            | 1972 |      |
| Portugal             | 3 joueurs  | Eusébio               | Attaquant                     | Retraité         | 1942 | 2014 |
| Portugal             | 3 joueurs  | Luís Figo             | Milieu de terrain             | Actif            | 1972 |      |
| Roumanie             | 1 joueur   | Gheorghe Hagi         | Milieu de terrain             | Retraité         | 1965 |      |
| Russie               | 1 joueur   | Rinat Dasaev          | Gardien de but                | Retraité         | 1957 |      |
| Sénégal              | 1 joueur   | El-Hadji Diouf        | Attaquant                     | Actif            | 1981 |      |
| Tchéquie             | 2 joueurs  | Josef Masopust        | Milieu de terrain             | Retraité         | 1931 | 2015 |
| Tchéquie             | 2 joueurs  | Pavel Nedvěd          | Milieu de terrain             | Actif            | 1972 |      |
| Turquie              | 2 joueurs  | Emre Belözoğlu        | Milieu de terrain             | Actif            | 1980 |      |
| Turquie              | 2 joueurs  | Rüştü Reçber          | Gardien de but                | Actif            | 1973 |      |
| Ukraine              | 1 joueur   | Andriy Chevtchenko    | Attaquant                     | Actif            | 1976 |      |
| Uruguay              | 1 joueur   | Enzo Francescoli      | Attaquant                     | Retraité         | 1961 |      |

## Critiques
Certains observateurs de football ont mis en doute la méthodologie de sélection de la liste. David Mellor, ancien homme politique devenu expert de football, a écrit dans sa chronique dans l'Evening Standard, qu'il sentait que les sélections ont été choisies politiquement plutôt que sur des motifs purement footballistiques. Il a suggéré que les sélections proviennent de la plume de Sepp Blatter, président de la FIFA, plutôt que de celle de Pelé. Comme preuve de cela, Mellor a noté la large répartition géographique des joueurs sélectionnés : un vrai choix serait plus fortement biaisé en Amérique du Sud et en Europe, affirmait-il. Ces affirmations ont également été transmises par le chroniqueur de la BBC Tim Vickery.
Un ancien coéquipier de Pelé, l'ancien milieu de terrain brésilien Gérson, a réagi à son omission de la FIFA 100 en déchirant une copie de la liste sur une émission de télévision brésilienne. Marco van Basten et Uwe Seeler ont refusé de donner leur accord sur des photos d'eux pour la FIFA 100 par principe.